# عتبة إزاحة
عتبة الإزاحة أو حد الإزاحة (displaced threshold) أختصارًا (DTHR) هي عتبة مدرجتقع في نقطة قبل البداية الفعلية أو بعد نهاية المدرج.

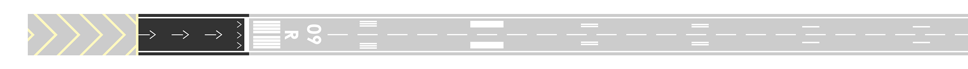
عتبة الإزاحة موضةح باللون الأسود في هذا الرسم التوضيح ، يتم تمييز عتبة الإزاحة بثماني كتل بيضاء في مجموعتين من أربعة.

يمكن استخدام الجزء المزاح من المدرج للإقلاع ولكن ليس للهبوط. بعد الهبوط في الطرف الآخر، قد تستخدم طائرة الهبوط الجزء المزاح من المدرج للتجول.
في أغلب الأحيان، يتم وضع حد الإزاحة لمنح الطائرات القادمة تصريحًا فوق أحد العوائق، مع السماح للطائرات المغادرة بأقصى قدر ممكن من المدرج المتاح. يمكن أيضًا إدخال عتبة الإزاحة كإجراء لتخفيف الضوضاء للمجتمعات التي تحلق فوق الاقتراب، أو إذا لم يعد قسم البداية من المدرج قادرًا على تحمل التأثير المستمر من هبوط الطائرات. من المتوقع أن تهبط الطائرات بعد عتبة الإزاحة. يُسمح للطائرات المغادرة باستخدام الجزء المزاح من المدرج للإقلاع أو الهبوط حتى لو كان سبب الإزاحة هو انخفاض مقاومة الرصيف، لأن تلك الطائرات لا تؤثر على المدرج بقوة طائرة الهبوط.
يحتوي الجزء النازح الدائم من المدرج على علامتين
- الأسهم في الخط المركزي للمدرج، و
- على بعد 6 أمتار من عتبة الإزاحة، خط أبيض بعرض 1.8 متر عبر عرض المدرج.[3]

المدرج 29 في مطار أنديرا غاندي الدولي، في دلهي، الهند، لديه عتبة إزاحة 1460م (4،790قدم) من البداية المادية للرصيف. ينتج عن هذا إزاحة 1.5 كيلومتر من المدرج.
المدرج (22R) في مطار جون إف كينيدي الدولي به عتبة إزاحة بغرض خفض الضوضاء. يؤدي هذا إلى تقصير مسافة الهبوط المتاحة إلى 7795 قدمًا فقط لمدرج طولة 12079 قدمًا.